# Saint-Germain-sur-Renon
Saint-Germain-sur-Renon är en kommun i departementet Ain i regionen Auvergne-Rhône-Alpes i östra Frankrike. Kommunen ligger  i kantonen Villars-les-Dombes som ligger i arrondissementet Bourg-en-Bresse. Kommunens areal är 15,8 km². År 2022 hade Saint-Germain-sur-Renon 262 invånare.

## Befolkningsutveckling
Antalet invånare i kommunen Saint-Germain-sur-Renon
Referens: INSEE